# Heinrich Hiltl
Heinrich Hiltl (Vienna, 8 febbraio 1910 – Cocheren, 23 novembre 1982) è stato un calciatore austriaco naturalizzato francese, di ruolo attaccante.
Morì nel 1982 e fu sepolto nel cimitero di Roubaix.

## Carriera
Iniziò la carriera con il Brigittenauer, per poi passare all'età di 19 anni al Wiener AC. Lì ottenne i primi successi: vinse infatti la Coppa d'Austria nel 1931, acquistando così il diritto di partecipare alla Coppa Mitropa. In campo internazionale si laureò capocannoniere della competizione e arrivò con la sua squadra fino in finale, dove vennero sconfitti dai connazionali del First Vienna. Nello stesso anno giocò la sua prima e ultima partita nella Nazionale austriaca.
Nel 1934, dopo un anno al Wiener SC, si trasferì a Roubaix per giocare nell'Excelsior. Il 24 dicembre del 1938 ottenne la nazionalità francese e dopo poco più di un anno esordì con la nuova Nazionale. Nel frattempo si era trasferito al Raciong Club di Parigi, con cui vinse la Coppa di Francia nel 1940.
Dopo la guerra, dal 1944 è di nuovo a Roubaix e lì nel 1946-1947 portò con 24 reti il Roubaix-Tourcoing a vincere il titolo di campione di Francia. Si ritirò al termine della stagione seguente e allenò per un decennio il SO Merlenbach. Nel frattempo aprì con sua moglie un cafè a Roubaix, chiamato Pénalty.

## Palmarès

### Club
- Coppa d'Austria: 1

Wiener AC: 1930-1931
- Coppa di Francia: 1

RC Parigi: 1939-1940

### Individuale
- Capocannoniere della Coppa dell'Europa Centrale: 1

1931 (7 gol)